# Noel Barrionuevo
María Noel Barrionuevo (Martínez, 16 maggio 1984) è una hockeista su prato argentina, di ruolo difensore, vincitrice di tre medaglie olimpiche ed un oro mondiale.

## Palmarès
- Giochi olimpici

Pechino 2008: bronzo.
Londra 2012: argento.
Tokyo 2020: argento.
- Campionato mondiale

Rosario 2010: oro.
L'Aia 2014: bronzo.
- Champions Trophy

Quilmes 2007: argento.
Mönchengladbach 2008: oro.
Sydney 2009: oro.
Nottingham 2010: oro.
Amstelveen 2011: argento.
Rosario 2012: oro.
Mendoza 2014: oro.
Londra 2016: oro.
- Giochi panamericani

Rio de Janeiro 2007: oro.
Guadalajara 2011: argento.
Toronto 2015: argento.
Lima 2019: oro.
- Coppa panamericana

Hamilton 2009: oro.
Mendoza 2013: oro.
Lancaster 2017: oro.